# José Castelló-Tárrega
José Castelló-Tárrega Arroyo (Castellón de la Plana, 22 de enero de 1904 - Ciudad de México, 7 de diciembre de 1982) fue un abogado, político y periodista español. Durante la Guerra civil llegó a ejercer como alcalde de Castellón, exiliándose posteriormente en México; durante el resto su vida residió en el exilio.

## Historia
Hijo del periodista José Castelló y Tárrega, nació en Castellón de la Plana el 22 de enero de 1904. Realizó estudios de derecho en la Universidad de Valencia, ejerciendo como abogado de profesión. Llegó a colaborar con sus hermanos en la redacción del Heraldo de Castellón, periódico fundado por su padre. Ingresó en el PSOE en 1930 y en el sindicato Unión General de Trabajadores (UGT) en 1931. Representó a la Agrupación socialista de Vall de Uxó en el Congreso Extraordinario del PSOE en 1931.
Tras el estallido de la Guerra civil fue nombrado alcalde de Castellón, cargo que ejerció entre noviembre de 1936 y mayo de 1937. Durante la contienda también fue teniente fiscal del Ejército republicano en Castellón, así como fiscal-jefe de la Audiencia provincial de Alicante y miembro del Tribunal especial de Guardia de Alicante.
Con el final de la contienda se exilió en el Norte de África y en Francia, marchando posteriormente junto a su familia hacia México, donde se asentó.  Allí fundó la Casa Regional Valenciana en México, organización de la que fue uno de los directivos, y también formó parte de la Agrupación Socialista Española de México. También desempeñó labores periodísticas, dirigiendo las revistas Siempre y Senyera —esta última, boletín mensual de la Casa Regional Valenciana—.
Falleció en México D.F. el 7 de diciembre de 1982.